# 帕拉瓦
帕拉瓦（Palawa），是印度贾坎德邦Hazaribag县的一个城镇。总人口9757（2001年）。

## 人口
该地2001年总人口9757人，其中男性5127人，女性4630人；0—6岁人口1825人，其中男913人，女912人；识字率59.74%，其中男性为66.00%，女性为52.81%。